# Byl jednou jeden král...
Byl jednou jeden král... ("C'era una volta un re…") è un film del 1955, diretto da Bořivoj Zeman. La pellicola è basata sulla fiaba popolare slovacca Sůl nad zlato, così come raccolta e messa per iscritto da Božena Němcová. Le riprese esterne sono state girate a Jindřichův Hradec e a Třeboň, nella Boemia Meridionale. Il film è uscito nelle sale in Cecoslovacchia l'11 febbraio 1955.

## Trama
Diversi commercianti, fra cui un'anziana venditrice di erbe aromatiche, attraversano la frontiera che porta nel paese dominato da un sovrano egocentrico, che si fa chiamare re Io I (primo).
Vedovo della regina, e lamentando la mancanza del consueto appoggio di lei, re Io sente che è giunto il momento di trasferire il potere ad una delle sue tre figlie, ma non sa decidere quale. Io vuole sapere quale delle figlie lo ami di più e, come Lear, le interroga: le prime due figlie (amate rispettivamente dal giardiniere di corte e da uno zampognaro, le cui profferte esse respingono) affermano che il loro amore per il padre ha la stessa valenza dell'oro, mentre Maruška, la terza figlia, asserisce di provare per il padre un semplice amore filiale. Messa alle strette, Maruška si risolve a dire che il suo amore ha lo stesso valore del sale. Re Io si sente offeso e caccia Maruška dal palazzo. La giovane, nel suo vagabondare per il territorio, fa allora conoscenza con un pescatore che si invaghisce di lei, ricambiato.
Intanto si presentano a corte, in seguito al bando reale per trovare un successore, tre principi: Audace, Scaltro, e Bello.
Re Io I cerca di darsi da fare per provare che il sale non è altrettanto prezioso dell'oro e dei gioielli, e, con l'aiuto del ciambellano Eccetera ordina al cuoco di cucinare tutto senza sale – e l'esperimento non lo convince affatto, – e giunge a bandire il sale da tutto il regno (il che induce molti sudditi a lasciare il paese): solo una vedova, madre di diversi figli, si rifiuta di consegnare la riserva di sale di cui è in possesso ai magazzini statali, facendo presente che tale elemento è fondamentale per la vita degli umani e degli animali, anzi, dell'intera natura.
Re Io – a cui rimorde la coscienza per il trattamento inflitto alla figlia Maruška, che incontra più volte in sogno - finisce coll'offrire alla vedova una buona parte dei tesori aurei del regno in cambio di un certo quantitativo di sale, ma la donna rifiuta. Il tesoro viene in seguito trafugato dai tre principi, che lasciano il regno (anche perché minacciati dallo zampognaro e dal giardiniere). La venditrice di erbe aromatiche offre infine al re una coppa di sale che funziona come una cornucopia, e dalla quale quindi si può trarre un qualsivoglia quantitativo di sale, il che soddisfa il re ed i sudditi. Io quindi si riappacifica con Maruška, che, insieme alla venditrice di erbe, fa presente al padre che non è ancora giunto il momento di trasferire il potere regale, e che sarebbe anzi ora che il re si risposasse.
Ne segue dunque un matrimonio plurimo: il re Io sposa la vedova, ed entrambi governano il regno, Maruška sposa il pescatore, e le sue due sorelle si uniscono ai loro iniziali spasimanti.

## Colonna sonora
Il testo della canzone del pescatore è stato scritto da Jaroslav Seifert, poi vincitore del premio Nobel per la letteratura (1984).